# Báidín Fheilimí
Báidín Fheilimí (vertaling: Feilimí's bootje) is een Oud-Ierse traditional, afkomstig uit de regio Gaeltacht in het noordwesten van County Donegal.
De liedtekst is in het Iers, en vertelt over het onsterfelijk maken van een kleine boot in handen van een man, genaamd Feilimí.
Er zijn enkele alternatieve versies van het laatste vers, die hetzij een boot vol met vis vermelden, of dit in recentere versies weglaten en waar "Báidín Fheilimí vervangen is door "Feilimí ann".
Het lied werd gecoverd door artiesten als Na Casaidigh, Sinéad O'Connor, Angelo Branduardi, Emmet Spiceland en vele anderen

## Fragment met fonetische weergave van de uitspraak
Báidín Fheilimí d’imigh go Gabhla, ("BAH-dien EH-li-mi DIM-i guh GOW-luh")
Báidín Fheilimí is Feilimí ann. ("BAH-dien EH-li-mies FEH-lih-mi on")
Báidín Fheilimí d’imigh go Gabhla,
Báidín Fheilimí is Feilimí ann.

## Vertaling
Het bootje van Feidhlim ging naar Gola,
Het bootje van Feidhlim met Feidhlim erin.
Het bootje van Feidhlim ging naar Gola,
Het bootje van Feidhlim met Feidhlim erin.